# مايكل هايدن
مايكل فنسنت هايدن (بالإنجليزية: Michael Hayden)‏ (ولد في 17 مارس 1945) هو جنرال متقاعد من فئة أربع نجوم في سلاح الجو الأمريكي ومدير سابق لوكالة الأمن القومي، نائب مدير المخابرات الوطنية، ومدير وكالة المخابرات المركزية. ويشارك هايدن حاليا في رئاسة مبادرة الأمن السيبراني لشبكة الكهرباء التابعة لمركز السياسة الحزبية.  وفي عام 2017، أصبح هايدن محللا للأمن الوطني على شبكة سي إن إن. 
وقد شغل منصب مدير وكالة الأمن القومي في الفترة من عام 1999 إلى عام 2005. أشرف خلال فترة إدارته على عمليات مراقبة الوكالة للاتصالات التكنولوجية بين الأفراد في الولايات المتحدة والمجموعات الإرهابية الأجنبية المزعومة، مما أدى إلى جدل كبير حول مراقبة الأفراد دون إذن قضائي.
وفي 21 أبريل 2005، صدق مجلس الشيوخ الأمريكي على تعيين اللواء هايدن كأول نائب لمدير المخابرات الوطنية، وتم منحه النجمة الرابعة ليكون «أعلى ضابط استخبارات عسكري في القوات المسلحة».  عمل في هذا المنصب تحت إدارة جون نيغروبونتي حتى 26 مايو 2006.
في 8 مايو 2006، تم ترشيح هايدن لمنصب مدير وكالة المخابرات المركزية بعد استقالة بورتر جوس في 5 مايو، وفي 23 مايو صوتت لجنة مجلس الشيوخ الأمريكي لاختيار الاستخبارات بنتيجة 12-3 لإرسال الترشيح إلى مجلس الشيوخ. وافق مجلس الشيوخ على ترشيحه يوم 26 مايو بتصويت من 78 - 15. في 30 مايو 2006، أدى هايدن اليمين كمدير وكالة المخابرات المركزية.
.

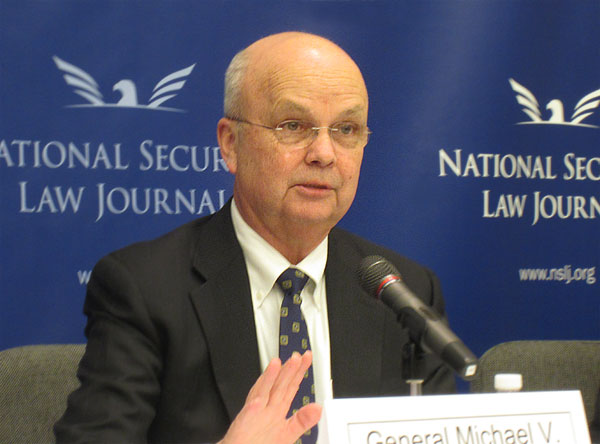
هايدن يتحدث في ندوة قانون الأمن القومي مجلة الأمن السيبراني 2 أبريل 2013، في واشنطن العاصمة

في 1 يوليو 2008، تقاعد هايدن من القوات الجوية بعد أكثر من 41 عاما من الخدمة وواصل العمل كمدير لوكالة المخابرات المركزية حتى 12 فبراير 2009.  حصل على الدكتوراه الفخرية من معهد السياسة العالمية في واشنطن العاصمة في عام 2009. وهو حاليا رئيس مجموعة شيرتوف، وهي شركة استشارات أمنية شارك في تأسيسها وزير الأمن الداخلي السابق مايكل تشيرتوف.  يعمل هايدن أيضا كأستاذ زائر متميز في كلية شار للسياسات والحكومة بجامعة جورج ماسون. انتخب عضوا في مجلس إدارة موتورولا سولوشنز اعتبارا من 4 يناير 2011. 

## روابط خارجية
- مايكل هايدن على موقع IMDb (الإنجليزية)
- مايكل هايدن على موقع مونزينجر (الألمانية)
- مايكل هايدن على موقع إن إن دي بي (الإنجليزية)
- مايكل هايدن على موقع قاعدة بيانات الفيلم (الإنجليزية)
- مايكل هايدن على موقع كينوبويسك (الروسية)